# 雅高·阿伦斯
雅高·阿伦斯（荷蘭語：Jacco Arends，1991年1月28日—），荷蘭男子羽毛球運動員，擅長雙打項目。

## 簡歷
2009年，雅高·阿伦斯代表荷兰参加義大利米蘭舉办的歐洲青年羽毛球錦標賽，在率先進行的混合团体赛中，荷兰队赢得银牌；而在雙打賽事中，雅高·阿伦斯與塞莱娜·皮克赢得了欧青赛的混合雙打比賽冠軍。
2010年9月，雅高·阿伦斯代表出戰斯洛伐克羽毛球公開賽，與耶勒·马斯的男雙决赛以2比1（21-18、19-21、21-15）击败了赛会头号种子、德国的Maurice Niesner/Till Zander，奪得冠軍；而與塞莱娜·皮克的混雙决赛以2比0（21-15、21-14）击败了赛会头号种子、白俄罗斯的Aliaksei Konakh/阿莱西亚·扎伊特萨娃，再次赢得冠軍并且成为了双冠王。
2011年1月，雅高·阿伦斯與塞莱娜·皮克出戰愛沙尼亞羽毛球國際賽，在混雙决赛以2比0（21-12、21-14）力挫赛会8号种子、跨国组合[德国:蒂姆·德特曼/荷兰:伊尔莎·瓦森]，赢得冠軍。
2012年1月，雅高·阿伦斯與耶勒·马斯出戰瑞典斯德哥爾摩羽毛球國際賽，在男雙準决赛以0比2（18-21、10-21）不敌赛会2号种子、俄罗斯的弗拉基米尔·伊万诺夫/伊万·索松诺夫。同年3月，他出戰克羅地亞羽毛球國際賽，與耶勒·马斯的男雙决赛以2比0（21-16、21-14）击败了赛会3号种子、克罗埃西亚的兹沃尼米尔·杜尔金雅克/兹沃尼米尔·霍尔布林，赢得冠軍；而與伊尔莎·瓦森的混雙决赛以2比1（22-20、17-21、21-16）击败了赛会头号种子、克罗埃西亚的兹沃尼米尔·杜尔金雅克/斯塔萨·博萨诺维奇，赢得冠軍。接着5月，他與耶勒·马斯出戰西班牙羽毛球公開賽，在男雙决赛以1比2（16-21、23-21、13-21）不敌赛会头号种子、队友的约瑞特·德鲁伊特/戴夫·胡达巴克什，赢得亚軍。同年11月，他與耶勒·马斯出戰挪威羽毛球國際賽，在男雙决赛以1比2（18-21、22-20、17-21）不敌赛会3号种子、同胞的鲁德·博世/科恩·雷德，赢得亚軍。年尾12月，他出戰愛爾蘭羽毛球國際賽，與耶勒·马斯的男雙决赛以2比0（21-14、21-19）击败了赛会5号种子、德国的约翰尼斯·斯科特勒/约舍·兹沃涅，赢得冠軍；而與伊尔莎·瓦森的混雙决赛以0比2（20-22、17-21）不敌赛会头号种子、队友的约瑞特·德鲁伊特/萨曼塔·巴宁，赢得亚軍。
2013年1月，雅高·阿伦斯與耶勒·马斯出戰瑞典斯德哥爾摩羽毛球國際賽，在男雙决赛以2比1（16-21、21-16、21-13）击败了赛会3号种子、同胞的鲁德·博世/科恩·雷德，赢得冠軍。同年4月，他與耶勒·马斯出戰芬蘭羽毛球公開賽，在男雙準决赛以0比2（11-21、20-22）不敌马来西亚的Mohd Lutfi Zaim Abdul Khalid/陈伟源。同年9月，他與塞莱娜·皮克出戰比利時羽毛球國際賽，在混雙决赛以1比2（18-21、21-9、15-21）不敌赛会4号种子、丹麦的安德斯·斯考劳普·拉斯姆森/莉娜·格雷巴克，赢得亚軍。同10月，他與耶勒·马斯出戰碧特博格羽毛球黃金大獎賽，在男雙準决赛以0比2（13-21、11-21）不敌丹麦的马德斯·康拉德-彼德森/马德斯·皮勒尔·科尔丁。同年11月，他與塞莱娜·皮克出戰蘇格蘭羽毛球大獎賽，在混雙準决赛以0比2（13-21、16-21）不敌赛会5号种子、苏格兰的罗伯·布莱尔/伊莫金·班克尔。同年12月，他出戰愛爾蘭羽毛球公開賽，與耶勒·马斯的男雙决赛以0比2 （9-21、6-21）不敌赛会2号种子、波兰的亚当·克瓦林纳/普热梅斯瓦夫·瓦查，赢得亚軍；而與塞莱娜·皮克的混雙决赛以2比1（9-21、21-19、21-13）力挫赛会2号种子、苏格兰的罗伯·布莱尔/伊莫金·班克尔，赢得冠軍。同期12月，他與塞莱娜·皮克出戰意大利羽毛球國際賽，在混雙决赛以0比2（21-23、18-21）不敌跨国组合[克罗埃西亚：兹沃尼米尔·杜尔金雅克/美国：李意恒]，赢得亚軍。
2014年1月，雅高·阿伦斯出戰瑞典羽毛球大師賽，與耶勒·马斯的男雙準决赛以0比2（13-21、10-21）不敌赛会头号种子、波兰的亚当·克瓦林纳/普热梅斯瓦夫·瓦查；而與塞莱娜·皮克的混雙準决赛以1比2（18-21、21-16、19-21）不敌赛会2号种子、德国的彼得·卡斯巴尔/伊莎贝尔·赫特里克。同年5月，他出戰西班牙羽毛球公開賽，與耶勒·马斯的男雙準决赛以0比2（14-21、18-21）不敌赛会头号种子、波兰的亚当·克瓦林纳/普热梅斯瓦夫·瓦查；而與塞莱娜·皮克的混雙準决赛以1比2（19-21、21-14、15-21）不敌赛会3号种子、波兰的罗伯特·马特斯亚克/阿格涅什卡·维特科夫斯卡。同年9月，他出戰比利時羽毛球國際賽，與耶勒·马斯的男雙决赛以2比3（10-11、11-6、11-8、7-11、9-11）不敌丹麦的马蒂亚斯·克里斯蒂安森/大卫·道嘉德，赢得亚軍；而與塞莱娜·皮克的混雙决赛以3比0（11-5、11-10、11-7）击败了队友的耶勒·马斯/伊里斯·塔博林，赢得冠軍。
2015年1月，雅高·阿伦斯與耶勒·马斯出戰瑞典羽毛球大師賽，在混雙决赛以2比1（21-17、17-21、21-14）击败了赛会3号种子、俄罗斯的维塔利·杜尔金/尼娜·维斯洛娃，赢得冠軍。随后6月，他與塞莱娜·皮克出戰美國羽毛球黃金大獎賽，在混雙準决赛以0比2（19-21、17-21）不敌赛会2号种子、香港的李晉熙/周凱華。同期6月，他與塞莱娜·皮克出戰加拿大羽毛球大獎賽，在混雙準决赛以0比2（12-21、17-21）不敌赛会2号种子、香港的李晉熙/周凱華。接着8月，雅高·阿伦斯參加印尼雅加達舉行的世界羽毛球錦標賽，分別與耶勒·马斯和塞莱娜·皮克出戰男子雙打項目及混合双打項目。在男雙方面，首圈就以0比2（18-21、18-21）不敵德國的麦克·福克斯/约翰尼斯·斯科特勒出局。而混雙方面，他與塞莱娜·皮克以15號種子身分出戰，故在首圈輪空；但在次圈以2比1（17-21、21-14、21-19）擊敗法國的罗南·拉巴尔/埃米莉·拉菲尔。同年10月，他與塞莱娜·皮克出戰荷蘭羽毛球大獎賽，在混雙準决赛以0比2（29-30、18-21）不敌赛会5号种子、泰国的戍革·普拉帕卡莫/莎拉丽·桑松卡姆。同期10月，他與塞莱娜·皮克出戰碧特博格羽毛球黃金大獎賽，在混雙準决赛以0比2（14-21、13-21）不敌赛会头号种子、英格兰的克里斯·爱德考克/加布里·爱德考克。
2016年4月，雅高·阿伦斯参加法国永河畔拉罗什舉办的歐洲羽毛球錦標賽，與塞莱娜·皮克赢得了混合雙打季軍。接着8月，雅高·阿伦斯代表荷兰出戰巴西里約熱內盧舉行的奥林匹克运动会羽毛球比賽混合双打項目，與塞莱娜·皮克以11號種子身分出戰。在小組賽階段中，唯有擊敗美国的周菲利浦/杰米·苏班迪拿下一次胜利，其后两场分别不敌日本的數野健太/栗原文音和韩國的高成炫/金荷娜，最终未能以小组资格出线。同年10月，他與鲁宾·吉尔出戰荷蘭羽毛球大獎賽，在男雙準决赛以0比2（14-21、9-21）不敌赛会4号种子、丹麦的马蒂亚斯·克里斯蒂安森/大卫·道嘉德。
2017年6月，雅高·阿伦斯與鲁宾·吉尔出戰西班牙羽毛球國際賽，在男雙决赛以2比0（21-17、21-19）击败了日本的松居圭一郎/竹內義憲，赢得冠軍。同年9月，他與塞莱娜·皮克出戰比利時羽毛球國際賽，在混雙决赛以2比0（21-17、21-9）击败了跨国组合[爱尔兰：斯科特·埃文斯/瑞典:阿曼达·哈格斯特伦]，赢得冠軍。同年10月，他與塞莱娜·皮克出戰荷蘭羽毛球大獎賽，在混雙决赛以0比2（17-21、18-21）不敌赛会8号种子、英格兰的马库斯·埃利斯/劳伦·史密斯，赢得亚軍。年尾11月，他出戰荷蘭羽毛球大獎賽，與鲁宾·吉尔的男雙决赛以0比2（11-21、15-21）不敌赛会7号种子、队友的耶勒·马斯/罗宾·塔博林，赢得亚軍；而與塞莱娜·皮克的混雙决赛以2比0（21-10、21-10）击败了赛会4号种子、丹麦的米克尔·米克尔森/麦尔·苏罗，赢得冠軍。

## 主要比賽成績

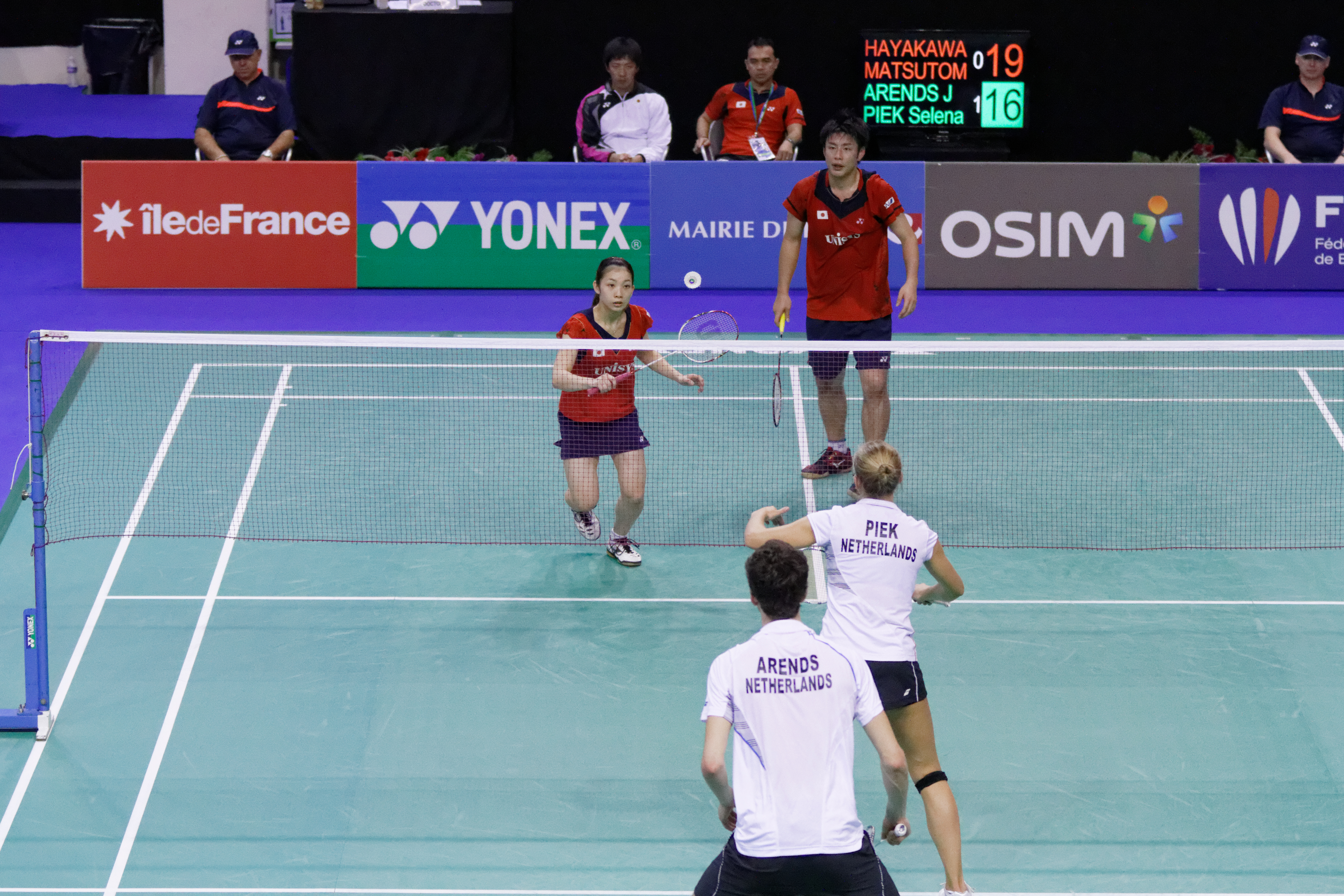
雅高·阿伦斯（白衣左）与混雙搭檔塞莱娜·皮克

只列出曾進入準決賽的國際賽事成績：
| 年份   | 賽事                       | 公開賽級別 | 項目     | 拍檔          | 成績   |
| ------ | -------------------------- | ---------- | -------- | ------------- | ------ |
| 2007年 | 歐洲青年羽毛球錦標賽       | 其他       | 混合團體 | －            | 亞軍   |
| 2009年 | 歐洲青年羽毛球錦標賽       | 其他       | 混合團體 | －            | 亞軍   |
| 2009年 | 歐洲青年羽毛球錦標賽       | 其他       | 混合雙打 | 塞莱娜·皮克   | 冠軍   |
| 2010年 | 斯洛伐克羽毛球公開賽       | 未來系列賽 | 男子雙打 | 耶勒·马斯     | 冠軍   |
| 2010年 | 斯洛伐克羽毛球公開賽       | 未來系列賽 | 混合雙打 | 塞莱娜·皮克   | 冠軍   |
| 2010年 | 匈牙利羽毛球國際賽         | 國際系列賽 | 男子雙打 | 耶勒·马斯     | 準決賽 |
| 2010年 | 匈牙利羽毛球國際賽         | 國際系列賽 | 混合雙打 | 塞莱娜·皮克   | 冠軍   |
| 2011年 | 愛沙尼亞羽毛球國際賽       | 國際系列賽 | 混合雙打 | 塞莱娜·皮克   | 冠軍   |
| 2012年 | 瑞典斯德哥爾摩羽毛球國際賽 | 國際挑戰賽 | 男子雙打 | 耶勒·马斯     | 準決賽 |
| 2012年 | 克羅地亞羽毛球國際賽       | 國際系列賽 | 男子雙打 | 耶勒·马斯     | 冠軍   |
| 2012年 | 克羅地亞羽毛球國際賽       | 國際系列賽 | 混合雙打 | 伊尔莎·瓦森   | 冠軍   |
| 2012年 | 西班牙羽毛球公開賽         | 國際挑戰賽 | 男子雙打 | 耶勒·马斯     | 亞軍   |
| 2012年 | 挪威羽毛球國際賽           | 國際挑戰賽 | 男子雙打 | 耶勒·马斯     | 亞軍   |
| 2012年 | 愛爾蘭羽毛球國際賽         | 國際系列賽 | 男子雙打 | 耶勒·马斯     | 冠軍   |
| 2012年 | 愛爾蘭羽毛球國際賽         | 國際系列賽 | 混合雙打 | 伊尔莎·瓦森   | 亞軍   |
| 2013年 | 瑞典斯德哥爾摩羽毛球國際賽 | 國際挑戰賽 | 男子雙打 | 耶勒·马斯     | 冠軍   |
| 2013年 | 芬蘭羽毛球公開賽           | 國際挑戰賽 | 男子雙打 | 耶勒·马斯     | 準決賽 |
| 2013年 | 美國羽毛球黃金大獎賽       | 黃金大獎賽 | 混合雙打 | 塞莱娜·皮克   | 準決賽 |
| 2013年 | 比利時羽毛球國際賽         | 國際挑戰賽 | 混合雙打 | 塞莱娜·皮克   | 亞軍   |
| 2013年 | 碧特博格羽毛球黃金大獎賽   | 黃金大獎賽 | 男子雙打 | 耶勒·马斯     | 準決賽 |
| 2013年 | 蘇格蘭羽毛球大獎賽         | 大獎賽     | 混合雙打 | 塞莱娜·皮克   | 準決賽 |
| 2013年 | 愛爾蘭羽毛球公開賽         | 國際挑戰賽 | 男子雙打 | 耶勒·马斯     | 亞軍   |
| 2013年 | 愛爾蘭羽毛球公開賽         | 國際挑戰賽 | 混合雙打 | 塞莱娜·皮克   | 冠軍   |
| 2013年 | 意大利羽毛球國際賽         | 國際挑戰賽 | 混合雙打 | 塞莱娜·皮克   | 亞軍   |
| 2014年 | 瑞典羽毛球大師賽           | 國際挑戰賽 | 男子雙打 | 耶勒·马斯     | 準決賽 |
| 2014年 | 瑞典羽毛球大師賽           | 國際挑戰賽 | 混合雙打 | 塞莱娜·皮克   | 準決賽 |
| 2014年 | 西班牙羽毛球公開賽         | 國際挑戰賽 | 男子雙打 | 耶勒·马斯     | 準決賽 |
| 2014年 | 西班牙羽毛球公開賽         | 國際挑戰賽 | 混合雙打 | 塞莱娜·皮克   | 準決賽 |
| 2014年 | 比利時羽毛球國際賽         | 國際挑戰賽 | 男子雙打 | 耶勒·马斯     | 亞軍   |
| 2014年 | 比利時羽毛球國際賽         | 國際挑戰賽 | 混合雙打 | 塞莱娜·皮克   | 冠軍   |
| 2015年 | 瑞典羽毛球大師賽           | 國際挑戰賽 | 混合雙打 | 塞莱娜·皮克   | 冠軍   |
| 2015年 | 美國羽毛球黃金大獎賽       | 黃金大獎賽 | 混合雙打 | 塞莱娜·皮克   | 準決賽 |
| 2015年 | 加拿大羽毛球大獎賽         | 大獎賽     | 混合雙打 | 塞莱娜·皮克   | 準決賽 |
| 2015年 | 荷蘭羽毛球大獎賽           | 大獎賽     | 混合雙打 | 塞莱娜·皮克   | 準決賽 |
| 2015年 | 碧特博格羽毛球黃金大獎賽   | 黃金大獎賽 | 混合雙打 | 塞莱娜·皮克   | 準決賽 |
| 2015年 | 巴西羽毛球大獎賽           | 大獎賽     | 混合雙打 | 塞莱娜·皮克   | 準決賽 |
| 2016年 | 歐洲羽毛球錦標賽           | 其他       | 混合雙打 | 塞莱娜·皮克   | 季軍   |
| 2016年 | 荷蘭羽毛球大獎賽           | 大獎賽     | 男子雙打 | 鲁宾·吉尔     | 準決賽 |
| 2017年 | 西班牙羽毛球國際賽         | 國際挑戰賽 | 男子雙打 | 鲁宾·吉尔     | 冠軍   |
| 2017年 | 比利時羽毛球國際賽         | 國際挑戰賽 | 混合雙打 | 塞莱娜·皮克   | 冠軍   |
| 2017年 | 荷蘭羽毛球大獎賽           | 大獎賽     | 混合雙打 | 塞莱娜·皮克   | 亞軍   |
| 2017年 | 蘇格蘭羽毛球大獎賽         | 大獎賽     | 男子雙打 | 鲁宾·吉尔     | 亞軍   |
| 2017年 | 蘇格蘭羽毛球大獎賽         | 大獎賽     | 混合雙打 | 塞莱娜·皮克   | 冠軍   |
| 2018年 | 加拿大羽毛球公開賽         | 超級100賽  | 混合雙打 | 塞莱娜·皮克   | 準決賽 |
| 2018年 | 比利時羽毛球國際賽         | 國際挑戰賽 | 男子雙打 | 鲁宾·吉尔     | 冠軍   |
| 2018年 | 比利時羽毛球國際賽         | 國際挑戰賽 | 混合雙打 | 塞莱娜·皮克   | 冠軍   |
| 2018年 | 荷蘭羽毛球公開賽           | 超級100賽  | 混合雙打 | 塞莱娜·皮克   | 準決賽 |
| 2018年 | 蘇格蘭羽毛球公開賽         | 超級100賽  | 混合雙打 | 塞莱娜·皮克   | 亞軍   |
| 2019年 | 歐洲羽毛球混合團體錦標賽   | 其他       | 混合團體 | －            | 季軍   |
| 2019年 | 巴西羽毛球國際挑戰賽       | 國際挑戰賽 | 男子雙打 | 鲁宾·吉尔     | 準決賽 |
| 2019年 | 巴西羽毛球國際挑戰賽       | 國際挑戰賽 | 混合雙打 | 谢丽尔·塞尔宁 | 亞軍   |
| 2019年 | 阿塞拜疆羽毛球國際賽       | 國際挑戰賽 | 男子雙打 | 鲁宾·吉尔     | 準決賽 |
| 2020年 | 歐洲羽毛球男女子團體錦標賽 | 其他       | 男子團體 | －            | 亞軍   |

| 2007-2017年 | 首要超級賽 | 超級賽 | 黃金大獎賽 | 大獎賽 | 國際挑戰賽 | 國際系列賽 | 未來系列賽 | 其他 |

| 2018-2026年 | 總決賽 | 超級1000賽 | 超級750賽 | 超級500賽 | 超級300賽 | 超級100賽 | 國際挑戰賽 | 國際系列賽 | 未來系列賽 | 其他 |

### 奧運會和世錦賽參賽紀錄
|          | 搭檔        | 2011 | 2012 | 2013 | 2014 | 2015 | 2016       | 2017 | 2018 |
| -------- | ----------- | ---- | ---- | ---- | ---- | ---- | ---------- | ---- | ---- |
| 男子雙打 | 耶勒·马斯   | －   | －   | －   | 48強 | 48強 | －         | －   | －   |
| 男子雙打 | 鲁宾·吉尔   | －   | －   | －   | －   | －   | －         | 48強 | 32強 |
|          |             |      |      |      |      |      |            |      |      |
| 混合雙打 | 塞莱娜·皮克 | 32強 | －   | －   | 32強 | 8強  | 小組第三名 | 32強 | 32強 |

## 外部連結
- 雅高·阿伦斯的Facebook專頁